# Ladona
Genre
Ladona est un petit genre d'insectes de la famille des Libellulidae appartenant à l'ordre des odonates. Dans le passé, ce groupe a été traité comme un sous-genre de Libellula.

## Liste d'espèces[2]
- Ladona deplanata Rambur, 1842
- Ladona exusta (Say), 1839
- Ladona julia (Uhler), 1857 - Libellule julienne